# Chevrières (Oise)
Chevrières – miejscowość i gmina we Francji, w regionie Hauts-de-France, w departamencie Oise.
Według danych na rok 1990 gminę zamieszkiwało 1575 osób, a gęstość zaludnienia wynosiła 127 osób/km² (wśród 2293 gmin Pikardii Chevrières plasuje się na 171. miejscu pod względem liczby ludności, natomiast pod względem powierzchni na miejscu 306.).